# Joaquim Serrão da Silva Correia
Joaquim Serrão da Silva Correia (Odemira, 12 de Fevereiro de 1944) é um engenheiro e administrador de empresas português.

## Biografia
Frequentou o Instituto Superior Técnico, onde concluiu a licenciatura em engenharia electrotécnica. Participou igualmente no Programa de Alta Direcção de Empresas, da Associação de Estudos Superiores de Empresa.
Em 12 de Fevereiro de 1987, foi nomeado como vogal da empresa EDP - Electricidade de Portugal por uma resolução do Conselho de Ministros, estando então a laborar na divisão portuguesa da Renault. Por despacho de 31 de Maio de 1988, foi exonerado da posição de membro do conselho de administração da EDP, a seu pedido. Posteriormente alcançou a posição de presidente do conselho de administração da EDP, que manteve até 1995. Durante o seu mandato, destacou-se por ter sido o principal responsável pela profunda Reestruturação e Cisão da empresa, que conduziu à criação do Grupo EDP (1994)  , no seguimento do decreto lei nº 7/91 de 08 de Janeiro, uma vez que realizou aquele processo sem comprometer a operacionalidade da empresa. Este foi um importante passo na evolução da EDP, que levou à sua subdivisão em dezanove entidades autónomas, tendo envolvido cerca de 16 mil trabalhadores. O modelo orgânico do Grupo EDP constituído, traduzindo a desverticalização das principais atividades da empresa, produção, transporte e distribuição,  teve um enorme impacto na reorganização do Sistema Elétrico Nacional (SEN), levando a que este tivesse que definir com clareza as bases de funcionamento dos dois subsistemas integrantes  do sector elétrico ( O SEP-Sistema Elétrico de Serviço Público e o SEI- Sistema Elétrico Independente) .
Também exerceu esta posição nas firmas Nelson Quintas Telecomunicações, Compal e Sensafruit (joint-venture entre a Compal e o Grupo Osborne), Finangeste, tendo sido igualmente vogal no conselho de administração da Vista Alegre Atlantis até 30 de Junho de 2009.
Em 27 de Abril de 2001 foi eleito como presidente da empresa ParaRede para o triénio de 2001 a 2003, substituindo Carlos Coelho Campos. Quando o gestor entrou na empresa, esta encontrava-se quase numa situação de falência, motivo pelo qual iniciou um amplo programa de reestruturação, centrado principalmente na redução de despesas. Porém, este processo revestiu-se de uma forte polémica, tendo o jornal Público anunciado em 14 de Maio de 2002 que dois administradores tinham-se demitido devido à instabilidade na equipa de gestão da empresa, e que em breve Joaquim Correia também provavelmente iria apresentar a sua demissão. Com efeito, na manhã do dia 18 de Junho de 2002 o Jornal de Negócios noticiou que Silva Correia tinha apresentado a sua renúncia ao cargo, na sequência do final do acordo parassocial entre os accionistas de referência (os fundadores, o Central Banco de Investimento, Banco Espírito Santo, e o Banco Português de Investimento). Silva Correia afirmou que tomou esta decisão como forma de dar «legitimidade ao grupo de accionistas para escolherem o que queriam». Porém, na assembleia geral da ParaRede, realizada no mesmo dia, Silva Correia acabou por ser reconfirmado como presidente da companhia até 2003, tendo sido igualmente reduzido o número de membros do conselho de administração. Esta medida foi justificada por Silva Correia como parte da «própria operacionalidade da empresa», tendo acrescentado que «Nós fazemos reestruturação para racionalizar, e o próprio nível de condução da empresa também consegue funcionar com menos pessoas». Em 28 de Fevereiro de 2003, foi substituído por Paulo Ramos como presidente da ParaRede, embora tenha-se mantido comissão executiva, no posto de presidente, como administrador não executivo. Paulo Ramos deixou fortes críticas ao processo iniciado pelo seu antecessor, tendo-o classificado como uma «reestruturação cega», que estava a encaminhar a empresa para uma equação indeterminada de zero custos e zero receitas. Porém, a conduta de Joaquim Correia foi defendida em 2004 pelo Jornal de Negócios, que recordou a situação fragilizada em que se encontrava a empresa quando entrou para a presidência, e afirmou que o gestor tinha ampla experiência neste tipo de programas, considerando que «licenciou-se na sua vida profissional em processos de reestruturação».
Em 15 de Agosto de 2003 foi nomeado como presidente da empresa Hidroeléctrica de Cahora Bassa (HCB), responsável pela Barragem de Cahora Bassa, em Moçambique. Em 2004 foi entrevistado pela Agência Financeira na sequência do interesse que a EDP demonstrou em participar no capital da empresa moçambicana, tendo classificado esta declaração da EDP como «Positiva quer para Moçambique, quer para Portugal, porque evidencia a efectiva valia eléctrica que Cahora-Bassa tem e um papel, diria, muito importante na África Austral em termos de produção hidroeléctrica», tendo acrescentado que «do ponto de vista da HCB, existindo concordância de que, depois de Moçambique ter uma posição expressiva no capital da HCB, e existindo espaço para acomodar outros interessados, seja a EDP, sejam outros interessados nacionais ou estrangeiros, são bem vindos». Foi o último administrador português daquela empresa, por força da reversão da HCB para o Estado Moçambicano, tendo sido substituído em 2007 por Paulo Muxanga, antigo ministro dos Transportes e Comunicações. Entretanto, em Julho de 2004 tornou-se presidente da Sogrupo, empresa de informática do grupo da Caixa Geral de Depósitos, por apontamento do então presidente executivo da CGD, Luís Mira Amaral.